# Sandro Abate Five Soccer 2019-2020
La voce raccoglie i dati riguardanti la Sandro Abate Five Soccer, squadra di calcio a 5 militante in serie A, nelle competizioni ufficiali del 2019-2020.

## Trasferimenti

### Sessione estiva
| Gerardo Menzeguez     | San Lorenzo |
| Francesco Molitierno  | Napoli      |
| Crescenzo Costigliola | Parete      |

| Fellipe Mello   | Copagril     |
| Angelo Schininà | Aniene       |
| Fabio Tondi     | CAME Treviso |

### Sessione invernale
| Fabiano Assad     | Marreco |
| Andrea De Gennaro | Napoli  |
| Kakà              | Napoli  |

| Gonzalo Abdala    | 17 de agosto      |
| Lolo Suazo        | Real San Giuseppe |
| Gerardo Menzeguez | San Lorenzo       |

## Prima squadra
| N° | Naz.                 | Ruolo | Sportivo             | Anno       |  |  |
| -- | -------------------- | ----- | -------------------- | ---------- |  |  |
| 1  | Italia (bandiera)    | POR   | Raffaele Vitiello    | 11.10.1990 |  |  |
| 3  | Italia (bandiera)    | DIF   | Fabiano Assad        | 05.01.1980 |  |  |
| 5  | Spagna (bandiera)    | LAT   | Lolo Suazo           | 10.02.1992 |  |  |
| 6  | Italia (bandiera)    | LAT   | Davide De Crescenzo  | 26.08.1991 |  |  |
| 7  | Argentina (bandiera) | LAT   | Gerardo Menzeguez    | 23.04.1993 |  |  |
| 8  | Italia (bandiera)    | PIV   | Cristian Testa       | 25.01.1994 |  |  |
| 9  | Italia (bandiera)    | LAT   | André Fantecele      | 10.02.1988 |  |  |
| 10 | Italia (bandiera)    | PIV   | Massimo Abate        | 22.01.1983 |  |  |
| 11 | Brasile (bandiera)   | LAT   | Bebetinho            | 10.12.1986 |  |  |
| 14 | Italia (bandiera)    | PIV   | Kakà                 | 27.05.1987 |  |  |
| 15 | Argentina (bandiera) | LAT   | Gonzalo Abdala       | 11.10.1990 |  |  |
| 17 | Brasile (bandiera)   | LAT   | Dian Luka Miotto     | 28.07.1990 |  |  |
| 18 | Italia (bandiera)    | DIF   | Victor Mello         | 03.01.1990 |  |  |
| 22 | Italia (bandiera)    | POR   | Francesco Molitierno | 14.10.1989 |  |  |
| 89 | Italia (bandiera)    | LAT   | Crecenzo Costigliola | 06.07.1993 |  |  |

## Under-19
| N° | Naz.              | Ruolo | Sportivo           | Anno       |  |  |
| -- | ----------------- | ----- | ------------------ | ---------- |  |  |
| 19 | Italia (bandiera) | PIV   | Mario Iandolo      | 28.06.2001 |  |  |
| 20 | Italia (bandiera) | DIF   | Vincenzo Amirante  | 30.12.2002 |  |  |
| 21 | Italia (bandiera) | LAT   | Gabriele De Luca   | 05.05.2002 |  |  |
| 21 | Italia (bandiera) | LAT   | Federico Simone    | 24.05.2002 |  |  |
| 21 | Italia (bandiera) | UNI   | Gerardo Santamaria | 04.03.2001 |  |  |
| 94 | Italia (bandiera) | POR   | Andrea De Gennaro  | --.--.2002 |  |  |